# Кетці 2
Кетці 2 (англ. Katzie 2) — індіанська резервація в Канаді, у провінції Британська Колумбія, у межах регіонального округу Метро-Ванкувер.

## Населення
За даними перепису 2016 року, індіанська резервація нараховувала 40 осіб. Середня густина населення становила 130,2 осіб/км².
З офіційних мов обидвома одночасно не володів жоден з жителів, тільки англійською — 40.
Працездатне населення становило 44,4% усього населення, усі були зайняті.

## Клімат
Середня річна температура становить 10,2°C, середня максимальна – 21,3°C, а середня мінімальна – -2,1°C. Середня річна кількість опадів – 1 834 мм.
| Клімат поселення                              | Клімат поселення | Клімат поселення | Клімат поселення | Клімат поселення | Клімат поселення | Клімат поселення | Клімат поселення | Клімат поселення | Клімат поселення | Клімат поселення | Клімат поселення | Клімат поселення | Клімат поселення |
| Показник                                      | Січ.             | Лют.             | Бер.             | Квіт.            | Трав.            | Черв.            | Лип.             | Серп.            | Вер.             | Жовт.            | Лист.            | Груд.            |                  |
| Середній максимум, °C                         | 7,51             | 9,50             | 11,71            | 14,29            | 17,54            | 20,20            | 20,95            | 21,26            | 18,44            | 13,60            | 9,36             | 6,18             |                  |
| Середня температура, °C                       | 2,71             | 4,70             | 6,91             | 9,48             | 12,75            | 15,38            | 17,70            | 18,02            | 15,18            | 10,38            | 6,12             | 2,95             |                  |
| Середній мінімум, °C                          | −2,09            | −0,11            | 2,13             | 4,68             | 7,95             | 10,60            | 14,46            | 14,78            | 11,95            | 7,15             | 2,90             | −0,29            |                  |
| Норма опадів, мм                              | 253              | 169              | 161              | 142              | 118              | 92               | 62               | 61               | 84               | 184              | 285              | 223              |                  |
| Середньомісячна швидкість вітру, м/с          | 3.19             | 3.07             | 3.18             | 2.99             | 2.89             | 2.90             | 2.80             | 2.58             | 2.34             | 2.56             | 3.16             | 3.26             |                  |
| Середньомісячна сонячна радіація, кДж/м²·день | 3114             | 6056             | 9832             | 14878            | 18484            | 19854            | 21202            | 18280            | 13105            | 7034             | 3545             | 2443             |                  |
| --------------------------------------------- | ---------------- | ---------------- | ---------------- | ---------------- | ---------------- | ---------------- | ---------------- | ---------------- | ---------------- | ---------------- | ---------------- | ---------------- | ---------------- |
| Джерело:                                      |                  |                  |                  |                  |                  |                  |                  |                  |                  |                  |                  |                  |                  |